# Giuseppe Ungaretti

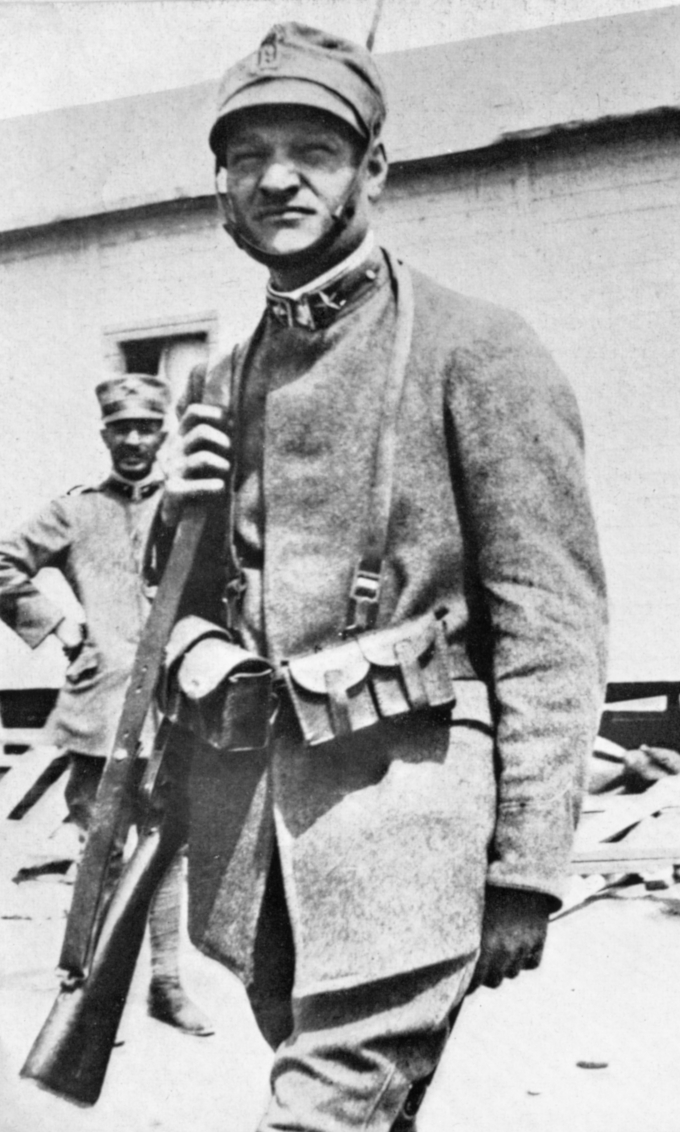
Giuseppe Ungaretti

Giuseppe Ungaretti (Alexandrië, 10 februari 1888 – Milaan, 2 juni 1970) was een Italiaans dichter.

## Biografie
Giuseppe Ungaretti werd geboren op 10 februari 1888 in Alexandrië, Egypte. Hij is de zoon van Antonio Ungaretti, een immigrant uit Toscane die had meegewerkt aan het Suezkanaalproject, en Maria Lunardini. Hij bezocht in Alexandrië de École Suisse Jacob waarna hij in 1912 verhuisde naar Frankrijk om te studeren aan het Collège de France en de Sorbonne. Hier leerde hij verschillende dichters en kunstenaars kennen zoals Guillaume Apollinaire, Pablo Picasso, Giorgio de Chirico, Georges Braque, en Amedeo Modigliani. In 1915 werd zijn eerste gedicht gepubliceerd in de Lacerba. Ungaretti was een echte interventist en meldde zich vrijwillig aan bij het leger en vocht mee in de Eerste Wereldoorlog. Ungaretti werd beschuldigd van landverraad door zijn medesoldaten; dit kwam omdat hij 's nachts bij kaarslicht gedichten schreef en zo de aandacht trok van de vijandige Oostenrijkse artillerie. De officier Giangreco deed het executiebevel van Ungaretti te niet. Beiden bleven bevriend nadien.
Na de oorlog ging Ungaretti in Parijs wonen en was hij van hieruit correspondent voor Popolo d’Italia. Hier ontmoette hij de vrouw van zijn leven, Anne Jeanne Dupois, met wie hij op 3 juni 1920 trouwde. Met haar kreeg hij twee kinderen: Ninon, een dochter, en Antonietto. In 1921 verhuisde het stel naar Rome en door financiële moeilijkheden gedwongen nam hij een bescheiden baan bij het persbureau van het Ministerie van Buitenlandse zaken. In 1924 sloot hij zich aan bij het fascisme. Voor de Gazzetta del Popolo in Turijn bezocht hij verschillende buitenlandse steden (1931-1935) waaronder België en Nederland, en schreef hier reisartikelen over. In 1932 heeft hij de Premio del Gondoliere in ontvangst genomen. Tijdens een congres van de Pen Club in Brazilië ontving hij een uitnodiging voor de functie van docent van de Italiaanse taal en literatuur aan de universiteit van San Paulo. In 1942 keerde hij terug naar Italië waar hij docent werd aan de universiteit van Rome van hedendaagse Italiaanse literatuur. In 1956 heeft hij de Grand Prix International de Poesie gewonnen. Na de dood van zijn vrouw in 1958 reisde hij veel. In 1969 werd hij genomineerd voor de Nobelprijs voor de Literatuur en heeft hij de Chevalier de la Legion d'Honneur gewonnen.

## Thematiek

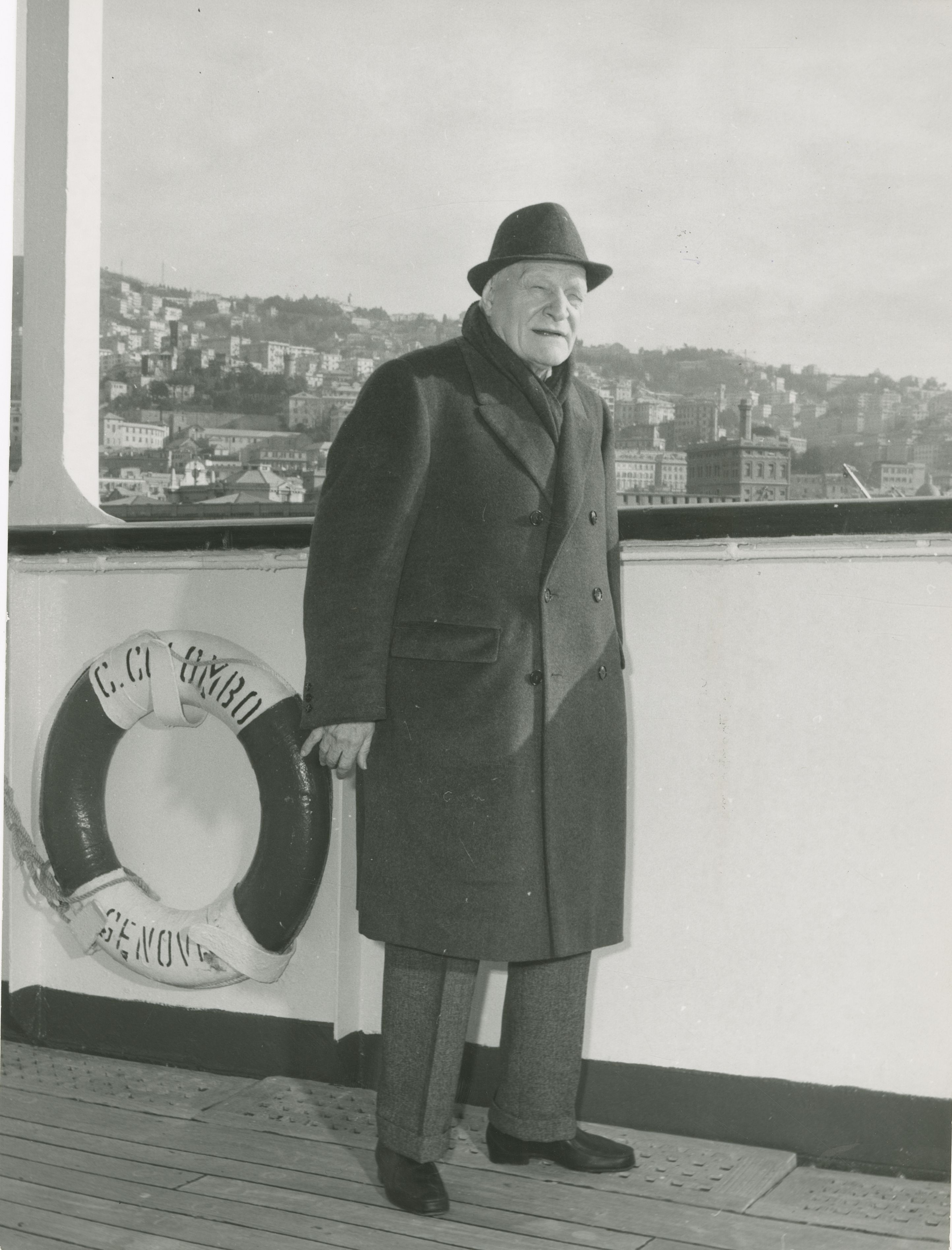
Foto in 1964

Zijn gedichten zijn kort en vertonen een grote eenvoud en zeggingskracht. Hij voelde zich sterk beïnvloed door Petrarca en Leopardi met name door de zang en de maat, en beoefende enige tijd het vrije vers. Ook zijn kenmerken van de crepuscolari en de futuristen terug te vinden. Al vroeg maakte Ungaretti kennis met de Franse symbolisten, in het bijzonder Stéphane Mallarmé. Dit heeft Ungaretti ertoe gebracht om de typische techniek van verduistering over te nemen. Zoals Ungaretti eens heeft gezegd: "ware poëzie moet een duistere manier van onthulling hebben". De techniek beschikt over alle mogelijkheden om het enkele woord meer vrijheid te geven, door middel van afschaffing van interpunctie, stilistische isolatie of met een compositie van puntdicht. Ungaretti heeft zich altijd beziggehouden met de grootste vragen van het menselijke bestaan, de mysteries van het leven. Hij gaf daarom zijn gehele werk de titel: Vita d’un uomo (Het leven van een mens). Deze titel kun je opvatten als een uitnodiging om in zijn gedichten een afspiegeling van zijn leven te zien.
Ungaretti's eerste collectie van poëzie in dichtvorm, Il porto sepolto (De begraven haven) (1916) was nog geïnspireerd door het symbolisme en vormde zijn definitieve breuk met de traditionele vorm van de poëzie. Het gaat hier niet zozeer om de schokkende ervaring van de verwoesting en de gruwelen van de oorlog, maar wel om de bewustwording van het menselijk bestaan, van de verbroedering tussen de mensen in het lijden. De eenzaamheid, de angst en onzekerheid van het bestaan die in de loopgraven dagelijks ervaren worden, geven echter op een paradoxale manier aanleiding tot een hernieuwde gehechtheid aan het leven.
In Allegria di naufragi (De vrolijkheid van de schipbreuken) (1919) wordt het accent verschoven van het symbolisme naar een modernistische opvatting van de relatie tussen mens en wereld. Kenmerkend is hier het fragmentarisme en de bondigheid. Sommige gedichten doen denken aan de Japanse haiku, waarin het woord (het afzonderlijke woord, of een bijwoord of zelfs een lidwoord met voorzetsel) één vers vormt. Ungaretti vond namelijk dat de woorden opnieuw in lettergrepen gescandeerd moesten worden om de oorspronkelijke ongereptheid terug te krijgen. Hij heeft het ‘woord’ geladen met betekenis, zonder iets toe of af te doen aan haar beknopte, terminologische gebondenheid. Hij wordt daarom beschouwd als een voorloper van het hermetisme. Deze stroming wil een poëzie die zo essentieel is, dat zij het woord gebruikt in haar meest naakte en absolute betekenis, vol met analogieën en metaforen. Een belangrijk gedicht uit dit werk I fiumi (De rivieren) vormt hierop echter een uitzondering. Ungaretti zoekt hier fragmenten van zijn leven terug in "zijn" rivieren (de Isonzo, de Serchio, de Nijl en de Seine). Vanwege de rivieren die gelden als herkenningstekens van de mens en de dichter, werd dit gedicht door Ungaretti zelf bestempeld als zijn 'identiteitsbewijs'. Bij het overlijden van zijn broer en in 1939 van zijn negenjarige zoon vindt Ungaretti zijn lied van het lijden terug. In het tweede deel van de bundel Sentimento del tempo (Gevoel van de tijd) (1930) gaat Ungaretti weer de ouderwetste syntaxis invoeren en geeft hiermee meer vorm en inhoud aan zijn verzen. Centraal blijft ook hier het zoeken naar het verband dat de dichter wil leggen met het ‘absolute’.
Belangrijke modernistische thema’s in de poëzie van Ungaretti zijn de ballingschap, de versplintering van het 'ik'-personage, de reis of zoektocht naar een belofte of een antwoord in de wereld of de natuur. Ook de herinneringen aan Afrika en de ervaringen van de oorlog mogen als motieven niet vergeten worden. Het fascisme speelde desondanks geen rol in zijn gedichten. De gedichtenbundel Sentimento del tempo (Gevoel van de tijd) (1933) verscheen na een stilzwijgen van 14 jaar en hierin staat de innerlijke tijdsbeleving centraal. Hierop volgen nog de werken II Dolore (de pijn) (1947), La Terra Promessa (Het beloofde land) (1950), Un grido e Paesaggi (De schreeuw en de landschappen) (1952), Il Taccuino del Vecchio (Het notitieboekje van de oude man) (1960), en II Deserto e dopo (De woestijn en daarna) (1961).

### Ungaretti en de ik en de oorlog
Ungaretti is een echte interventist en hij ondervindt zijn doodservaringen in de oorlog als noodzakelijk om tot de essentie van het leven te kunnen komen. Tekenend in zijn poëzie en proza blijft de blijheid waarmee hij verdriet, twijfel, onrust en alle verdere fundamentele menselijke eigenschappen het hoofd weet te bieden.

## Receptie
Ungaretti stond bekend als de man van leed. Zijn eerste gedichten werden in de prestigieuze Italiaanse tijdschriften La Voce en Lacerba uitgegeven. Giovanni Papini recenseert de eerste bundel Il porto sepolto en prijst hem voor de muzikaliteit en de zuivere zeggingskracht. Als hij terugkeert naar Italië in 1921 neemt de aandacht van de literaire kritiek voor zijn poëzie toe. Was Giuseppe De Robertis aanvankelijk negatief, later draaide hij zijn oordeel bij. Ungaretti was zeer bekend in Frans-Belgische kringen en publiceerde hier ook in veel literaire bladen. Later geeft hij gehoor aan zijn Italiaanse nationaliteit en laat de Franse cultuur achter zich. Van het fascisme kreeg Ungaretti aanvankelijk niet de erkenning die hij verwachtte. De verlangde benoeming tot lid van de Academie van Italië werd hem steeds geweigerd. Pas in 1942, toen het regime wankelde en overal steun zocht, werd Ungaretti benoemd tot lid van de Academie en kreeg hij een leerstoel aan de Universiteit van Rome. Ungaretti is voortdurend op de voorgrond van de nationale en internationale literaire scène aanwezig. Vroegere bundels van hem worden herdrukt en nieuwe essays en gedichten verschijnen in toonaangevende literaire tijdschriften. De literaire wereld erkent Ungaretti inmiddels als een van de belangrijkste dichters van de twintigste eeuw.

## Gedicht
In Memoriam

Lovizza 16 september 1916

Hij heette

Mohammed Sjeab

Afstammeling 

van nomadenemirs

pleegt zelfmoord

omdat hij geen Vaderland

meer had

Hij hield van Frankrijk

en veranderde van naam

Hij werd Marcel

maar hij was geen Fransman

en hij was niet meer in staat

om in de tent van de zijnen

te leven

waar je nippend aan een kopje koffie

naar de cantilene van de Koran 

luistert

En hij was niet in staat

het lied van zijn verlatenheid

aan te heffen

Ik heb hem begeleid

samen met de hospita van het hotel

waar we woonden

in Parijs

op het nummer 5 van de rue des Carmes

verlept steil steegje

Hij rust 

op het kerkhof van Ivry

voorstad die altijd

doet denken

aan de dag

van een

afgebroken kermis

En wellicht weet 

alleen ik nog

dat hij leefde 

## Werken

### Poëzie
- Il Porto Sepolto, Stabilimento Tipografico Friulano (Udine), 1916
- La Guerre (gedichten in het Frans), Etablissements LUX (Parijs), 1919
- Allegria di Naufragi, Vallecchi (Florence), 1919, uitgebreide editie gepubliceerd als L'Allegria, Preda (Milaan), 1931
- Sentimento del Tempo, Vallecchi, 1933
- Frammenti per la Terra Promessa, Concilium Lithographicum (Rome), 1945
- Derniers Jours. 1919 (gedichten in het Frans), Garzanti (Milaan), 1947
- Gridasti Soffoco, Fiumara (Milaan), 1951
- Un Grido e Paesaggi, Schwarz (Milaan), 1952
- Les Cinq Livres (Franse vertaling van Ugaretti's gedichten in samenwerking met Jean Lescure), Editions de Minuit (Parijs), 1954
- Life of a Man (een selectie uit Vita d'un Uomo, vertaald in het Engels door Allen Mandelbaum), New Directions, 1958
- Il Taccuino del Vecchio (bevat loftuitingen van buitenlandse dichters, o.a. T. S. Eliot, Ezra Pound en René Char voor Ungaretti), Mondadori, 1960
- Quattro Poesie, All'insegna del Pesce d'Oro (Milaan), 1960
- Ungaretti, uitgegeven door Elio Filippo Accrocca, Nuova Accademia (Milaan), 1964
- Inni di Ungaretti, F. Riva (Verona), 1965
- Il carso non e piu un inferno, All'insegna del Pesce d'Oro, 1966
- Croazia segreta, M'arte Edizione, 1970
- Per conoscere Ungaretti, uitgegeven door Leone Piccioni, Mondadori, 1971
- Selected Poems of Giuseppe Ungaretti, Cornell University Press (Ithaca), 1975
- Six Poems, Plain Wrapper Press (Verona, Italy), 1980
- Invenzione della Moderna: Lezioni Brasiliane di Letteratura, 1937-1942, Edizioni Scientifiche Italiane (Napels), 1984
- Poesie e prose liriche, 1915-1920, A. Mondadori (Milaan), 1989
- A Major Selection of the Poetry of Giuseppe Ungaretti, vertaald door Diego Bastianutti, Exile Editions (Toronto, Canada), 1997

### Andere werken
- Piccola Roma, Urbinati (Rome), 1944
- I poeti scelti, uitgegeven met Davide Lajolo Mondadori, 1949
- Pittori italiani contemporanei, Cappelli (Bologna), 1950
- Il povero nella citta (collection of essays), Edizione della Meridiana (Milaan), 1951
- (Uitgever) Le voci tragiche di Guido Gonzato, Il Milione (Milaan), 1952
- (Auteur van introductie) Anna Salvatore, De Luco (Rome), 1965
- (Uitgever) Dante Alighieri, La Divina commedia, six volumes, Fabbri (Milaan), 1963-65
- (Auteur van introductie) Fontane d'Italia, Editalia (Rome), 1967
- (Auteur van text) Carlo Guarienti, Fondazione Querini Stampalia (Venice), 1968
- (Auteur van introductie) Zeichnungen, 1930-1970, Propylaen Verlag (Berlijn), 1970
- Con un saggio de Enzo Paci, All'insegna del Pesce d'Oro (Milaan), 1972
- Piero Doranzio, Erker (St. Gallen, Switzerland), 1976
- Five Italian Songs: Soprano and Orchestra, op. 31, Hinchinbroke Music (Bridgewater, CT), 1979
- Lettere a Soffici, 1917-1930, Sansoni (Florence), 1981
- Carteggio, 1931-1962, Il Saggiatore (Milaan), 1984
- Lettere a Giovanni Papini, 1915-1948, A. Mondadori (Milaan), 1988
- Lezioni su Giacomo Leopardi, Presidenza del Consiglio die Ministri (Rome), 1989
- Filosofia Fantastica: Prose di Meditazione e d'Intervento (1926-1929), UTET (Turijn), 1997
- Ungaretti: La biblioteca di un nomade, De Luca (Rome), 1997
- Vita d'un uomo: Saggi e interventi, A. Mondadori (Milaan), 1997
- Lettere a Giuseppe Prezzolini 1911-1969, Edizioni di Storia e Letteratura (Rome), 2000
- Vita d'un uomo: Viaggi e Lezioni, A. Mondadori (Milaan), 2000